# Marian Górecki

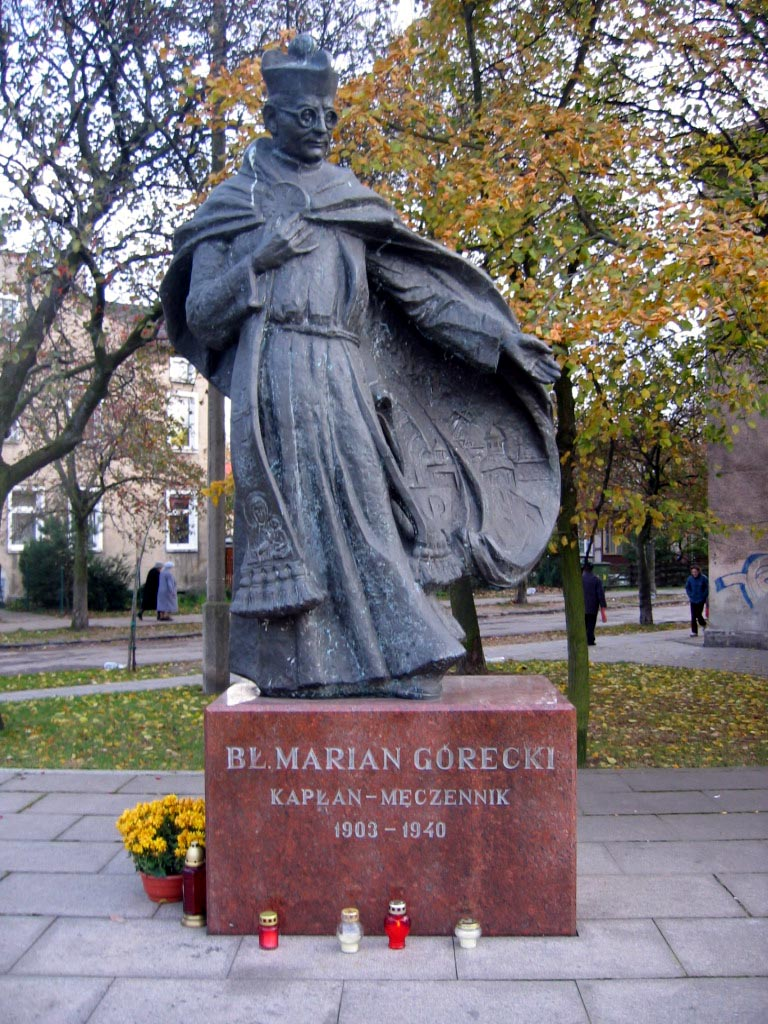
Denkmal in Danzig

Marian Górecki (deutsch Marianus Gorecki, * 2. Mai 1903 in Posen, Königreich Preußen; † 22. März 1940 im KZ Stutthof bei Danzig) war ein polnischer Priester und ist ein Seliger der katholischen Kirche.

## Leben
Im Alter von 17 Jahren trat Górecki in die Armee ein, um als Freiwilliger im Polnisch-Sowjetischen Krieg zu kämpfen. Danach kehrte er an die Schule zurück, studierte Theologie und trat in das Erzbischöfliche Priesterseminar in Posen ein. Am 1. Juli 1928 wurde er zum Priester geweiht. Er arbeitete zunächst als Vikar in Leszno und dann als Präfekt des Lehrerseminars in Koźmin und Wolsztyn. Daneben war er auch Kaplan der Pfadfinder.
Im Jahr 1933 wurde Górecki an die Diözese Danzig delegiert, wo er sich um örtliche polnische Gemeinden kümmerte. Dort arbeitete er mit Jugendlichen und war in polnischen Vereinen tätig. Er wurde Religionslehrer und Präfekt am polnischen Gymnasium in Danzig (heute: Gdańsk) und Vorsteher der Kapelle Unserer Lieben Frau von Tschenstochau in Neufahrwasser (heute: Gdańsk-Nowy Port). Nach zwei Jahren wurde er auch Kaplan des polnischen Munitionslagers auf der Westerplatte.
Frühmorgens am ersten Tag des Weltkriegs, dem 1. September 1939, wurden die Pfarrer Bronisław Komorowski, Franciszek Rogaczewski, Bernhard von Wiecki, sowie die Geistlichen Władysław Szymanski und Marian Górecki von SS-Männern verhaftet und in der Danziger Viktoriaschule gefangen gesetzt. Bereits am nächsten Tag wurde Górecki in das KZ Stutthof überstellt, wo er in einer 40-köpfigen Gruppe von Priestern und Lehrern am Aufbau des Lagers arbeitete, unter anderem war er als Glaser tätig.
Wegen Singens von Weihnachtsliedern wurde er mit Schneeräumen bestraft. Am Palmsonntag hielt die Strafkompanie des Lagers eine illegale heilige Messe ab. Am Karfreitag, dem 22. März 1940, wurde Górecki zusammen mit Priester Bronisław Komorowski und 66 weiteren Personen erschossen.
Im Jahr 1946 wurde sein Leichnam exhumiert und auf dem Ehrenfriedhof in Zaspa (Gdańsk-Zaspa, Saspe) beigesetzt.

## Seligsprechung und Gedenken

Marianus Gorecki auf der Gedenktafel der Danziger Märtyrer in Söder

Am 13. Juni 1999 hat Papst Johannes Paul II. auf dem Piłsudski-Platz in Warschau 108 polnische Märtyrer der deutschen nationalsozialistischen Verfolgung seliggesprochen. Unter ihnen waren die drei Danziger Geistlichen Marian Górecki, Bronisław Komorowski und Franciszek Rogaczewski.
In Gdańsk-Nowy Port (Neufahrwasser) erinnert seit 2002 ein Denkmal an den polnischen Seelsorger. Auch eine Gedenktafel an der Marienkapelle in Söder bei Hildesheim nennt seinen Namen.
Marian Górecki fand im Jahr 1999 Aufnahme im deutschen Martyrologium des 20. Jahrhunderts.